# Rita Hayworth
Rita Hayworth, nome d'arte di Margarita Carmen Cansino (New York, 17 ottobre 1918 – New York, 14 maggio 1987), è stata un'attrice, ballerina e cantante statunitense.
Rita Hayworth è rimasta nell'immaginario collettivo per la sua avvenenza e per il personaggio di "Gilda", che portò con successo sullo schermo nell'omonimo film del 1946.
Dal 1949 al 1953 acquisì il rango di principessa consorte Aga Khan (con trattamento di Sua Altezza) in virtù del matrimonio con il principe Aly Khan (1911-1960), erede dell'Aga Khan III, imam degli Ismailiti Nizariti, e padre di Karim Aga Khan IV: da lui ebbe una figlia, la principessa Yasmin, nata a Losanna il 28 dicembre 1949.
L'American Film Institute ha inserito la Hayworth al diciannovesimo posto tra le più grandi star della storia del cinema. L'attrice ha una sua stella sulla Hollywood Walk of Fame, al 1645 di Vine Street.

## Biografia
Nacque a Brooklyn, distretto di New York, il 17 ottobre del 1918, figlia di Eduardo Cansino, un ballerino spagnolo originario di Castilleja de la Cuesta, in Andalusia, e di Volga Hayworth, una ballerina e attrice statunitense di origini irlandesi ed inglesi. Hayworth trascorse un'infanzia tutt'altro che felice: infatti il padre la sottrasse ben presto ai giochi per insegnarle il flamenco e, al compimento dei dodici anni, la portò con sé in tournée.

### 1935-1945: l'incontro con Harry Cohn

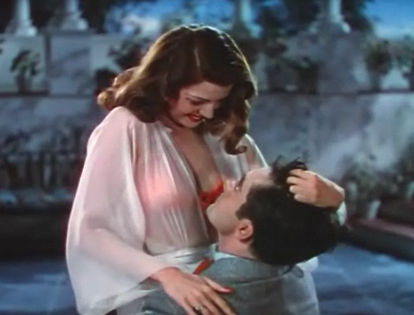
Rita Hayworth e Tyrone Power nel trailer del film Sangue e arena (1941)

Notata da un talent-scout della 20th Century Fox, la giovane Hayworth iniziò a lavorare in una serie di film di poco conto, fin quando, nel 1935, il produttore Harry Cohn, colpito dalla sua bellezza latina, ne intuì le potenzialità e le procurò un vantaggioso contratto con la Columbia Pictures, cambiandole il nome in Rita Hayworth. Il suo look venne rielaborato grazie soprattutto a un drastico intervento di carattere estetico: per ovviare all'attaccatura di capelli molto bassa sulla fronte e sulle tempie, Hayworth dovette sottoporsi a dolorose sedute di elettrolisi per eliminare l'antiestetico problema. La sua folta capigliatura venne poi trasformata dal bruno al rosso e questa nuova colorazione, unita al naturale fascino latino e al fisico armonioso e atletico dell'attrice, fu subito messa in risalto in una serie di film di successo.
Hayworth affiancò i maggiori divi dell'epoca in film di diverso genere, da James Cagney nella commedia Bionda fragola (1941) a Tyrone Power nel dramma sentimentale Sangue e arena (1941); si cimentò anche nel musical, come in Non sei mai stata così bella (1942), accanto a Fred Astaire, e in Fascino (1944), al fianco di Gene Kelly, da lei considerati i suoi film preferiti. Il suo impegno e la sua professionalità sul set le fecero ottenere la stima di Hollywood. Sul fronte privato, dopo un primo matrimonio di convenienza con Edward C. Judson, l'attrice si innamorò del geniale regista Orson Welles, che sposò nel 1943 e da cui ebbe nel 1944 la figlia Rebecca Welles (morta nel 2004).

### 1946-1949: il successo di Gilda

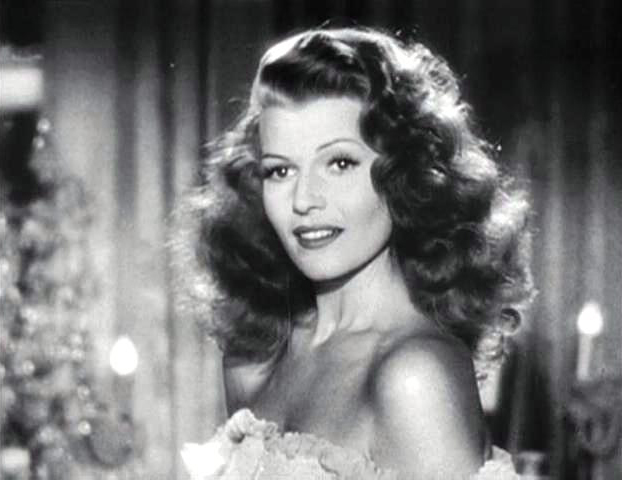
Rita Hayworth nel trailer di Gilda (1946)

Dopo essere diventata un simbolo per i soldati americani al fronte durante la seconda guerra mondiale, Hayworth ottenne il suo più grande successo sullo schermo interpretando la sensuale protagonista del film noir Gilda (1946) di Charles Vidor, in coppia con Glenn Ford (che in seguito sarà suo partner in altri quattro film).
Nel film l'attrice apparve al massimo del suo splendore, messo in risalto dagli abiti provocanti creati da Jean Louis (fra cui il famoso tubino nero) e dai celebri numeri musicali, come Put the Blame on Mame e Amado mio (nel cui canto venne però doppiata da Anita Ellis). Con Gilda, Hayworth introdusse sullo schermo un nuovo tipo di donna, più sensuale ed esplicito rispetto ai precedenti modelli degli anni trenta, ottenendo un enorme successo.
Divenuta ormai una star, si diffuse la notizia che una sua foto nei panni di Gilda era stata incollata sulla prima bomba nucleare ad essere testata dopo la seconda guerra mondiale nell'atollo di Bikini nell'oceano Pacifico; la circostanza fece infuriare l'attrice, ma ebbe un grande successo pubblicitario e le fece guadagnare il celebre appellativo di "atomica". Tuttavia, ricerche recenti hanno suggerito che tutto ciò che era riportato sulla bomba era solo la parola GILDA.
Il boss della Columbia Harry Cohn era follemente geloso di lei, tanto da far collocare dei microfoni nascosti nel suo camerino, nel timore che tra lei e Glenn Ford potesse nascere una relazione. Solo dopo più di quarant'anni, dopo la morte di Hayworth, Ford confessò che la relazione c'era effettivamente stata, quando lei era ancora ufficialmente sposata con Orson Welles, e il loro rapporto altalenante andò avanti clandestinamente per oltre quarant'anni, fino all'inizio degli anni ottanta.

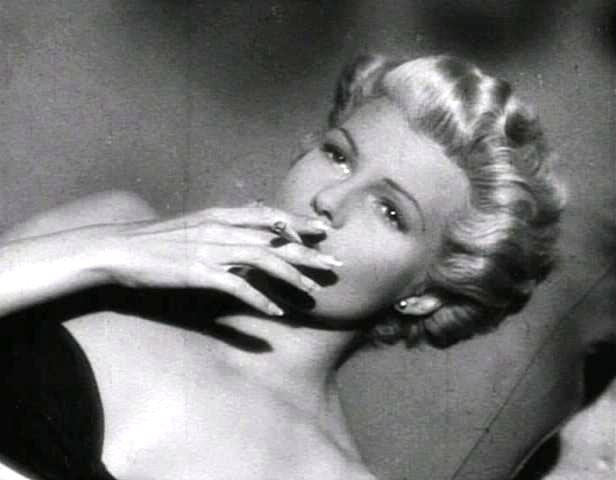
Rita Hayworth in uno screenshot del trailer de La signora di Shanghai (1947) di Orson Welles

Dopo il trionfo in Gilda, nel 1947 Hayworth venne diretta dal marito nel cupo film noir La signora di Shanghai (1947), in cui apparve per volontà di Welles con i capelli corti e biondo platino. Nonostante la performance dell'attrice fosse stata apprezzata dalla critica, il film non ebbe un grande successo di botteghino e Cohn, furioso per il cambiamento d'immagine di Hayworth effettuato senza la sua autorizzazione, diede la colpa dell'insuccesso proprio alla disapprovazione del nuovo look della diva da parte del pubblico. Nonostante ciò, Hayworth restava una delle dive del momento e in una celebre cover story su Life lo scrittore Winthrop Sargeant la soprannominò The Love Goddess (la dea dell'amore).
Nel film successivo Cohn volle riformare l'alchimia formata dalla coppia Rita Hayworth-Glenn Ford, che aveva avuto così tanto successo due anni prima, sempre sotto la regia di Charles Vidor: Gli amori di Carmen (1948), ispirato alle vicende dell'eroina di Bizet e Mérimée, venne prodotto, oltre che dalla Columbia, anche dalla stessa Hayworth tramite la sua società Beckworth Corporation, che la diva aveva fondato per gestire meglio i suoi profitti. La pellicola fu il maggiore incasso di quell'anno della Columbia e l'attrice ricevette una congrua percentuale dei guadagni; ciò si ripeté anche per i film successivi fino al 1954, quando Hayworth dovette chiudere la società per pagare i debiti che nel frattempo aveva accumulato.
Nonostante i successi, Hayworth, il cui matrimonio con Welles era entrato in crisi, cominciò a sentirsi prigioniera della sua immagine e dello studio-system, con i suoi contratti capestro pluriennali senza margini di scelta e con i relativi produttori autoritari. Quando Cohn le impose il film Lona Hanson, un soggetto scritto espressamente per lei da Thomas Savage, la diva rifiutò e il produttore diede alle stampe la sua versione dei fatti, lamentando come per il capriccio di un'attrice avesse dovuto licenziare maestranze e comprimari già ingaggiati per il film. Hayworth fu sospesa dal contratto, con il benestare di tutta l'opinione pubblica.

### 1949-1951: Aly Khan e l'esilio

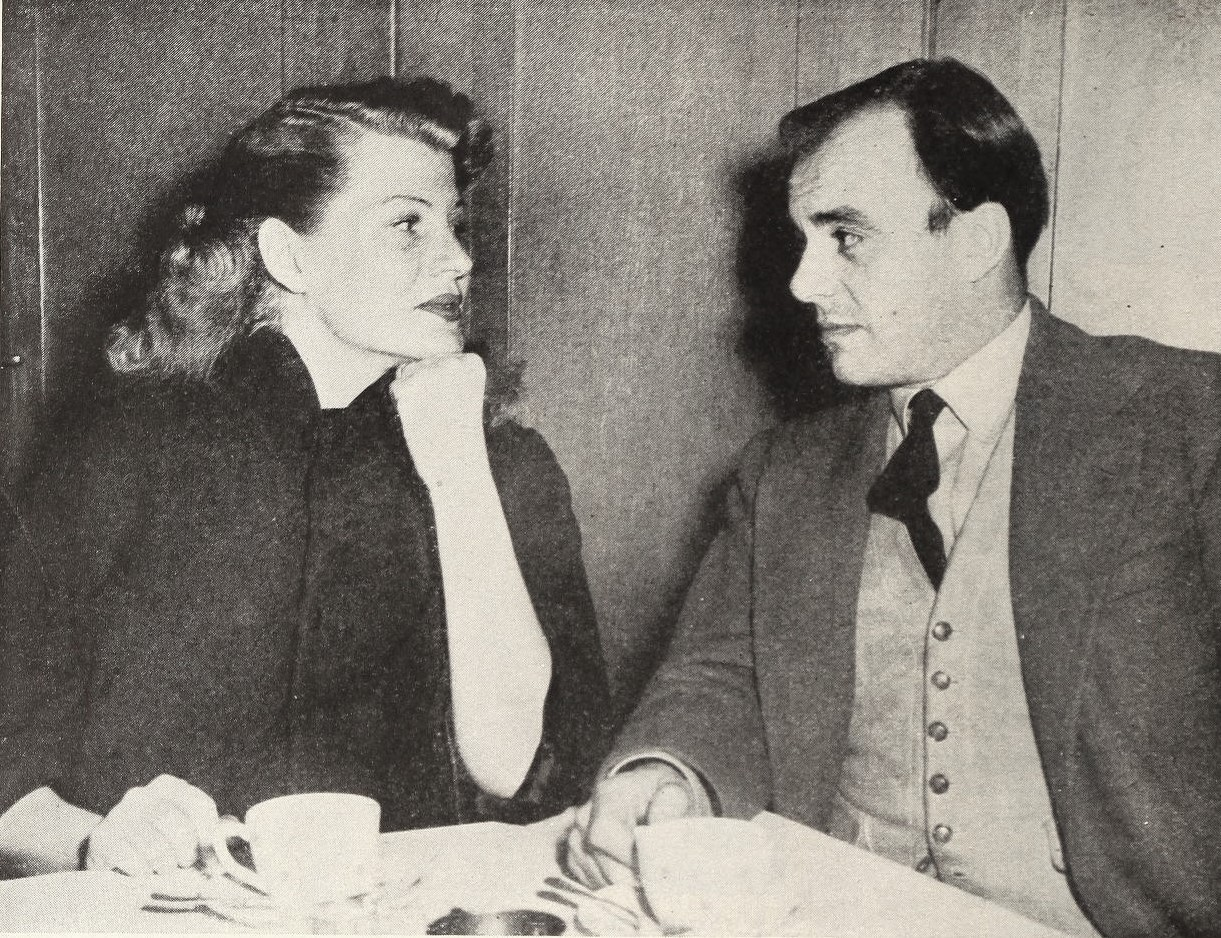
Rita Hayworth e Aly Khan (circa 1950)

Incinta di Glenn Ford, Hayworth venne mandata dalla Columbia in Francia per abortire segretamente. A Cannes conobbe il principe ismailita Aly Aga Khan, erede dell'Aga Khan III e celebre latin lover dell'epoca, con il quale iniziò una relazione che portò ad un fidanzamento ufficiale, cui la stampa scandalistica del tempo diede enorme risalto a causa della grande celebrità dei due. Nonostante le pratiche del divorzio di lei fossero ancora in corso, la diva e Aly Khan si sposarono a Cannes il 27 maggio 1949, dando un favoloso ricevimento con oltre cinquecento invitati. Nella lontana Karachi, gli Ismailiti sfilarono, cantando, per le strade, in onore delle nozze. Venne suggerito che Rita prendesse il nome locale di Rehmat Khanum, che significa "Signora delle Benedizioni dell'Onnipotente".
Le nozze vennero deplorate dal papa Pio XII in persona, che fece anche notare che l'attrice, cattolica, sposando, con rito musulmano, il figlio di uno dei capi spirituali dell'Islam, era da considerarsi scomunicata, oltre che bigama. In seguito a questo episodio, La smorfia unì i caratteri di Pio XII e di Rita Hayworth allo stesso numero, il 46.
Biasimata dalla stampa e dal pubblico (con lo stesso accanimento riservato in quello stesso anno a Ingrid Bergman in occasione della sua unione con il regista Roberto Rossellini), Hayworth abbandonò il cinema, trasferendosi in Pakistan e in India nel sontuoso palazzo di Pune, residenza ufficiale del suocero. Senza farsi piegare né dagli attacchi della stampa né dalle minacce di Cohn, il quale esigeva che lei tornasse immediatamente a Hollywood per onorare il contratto con la Columbia, l'attrice decise di dedicarsi esclusivamente al ruolo di principessa, di moglie e di madre della figlia Yasmin Aga Khan, nata nel dicembre 1949.
Anche il matrimonio con Aly Khan, tuttavia, continuamente al centro delle cronache mondane dell'epoca, dopo pochi anni si rivelò un fallimento, a causa delle infedeltà di lui, e terminò con il divorzio nel 1953, dopo una dura disputa sull'affidamento della figlia Yasmin, che Aly Khan voleva educare come musulmana e Hayworth come cristiana. Aly Khan morirà sette anni più tardi in un incidente automobilistico.

### 1952-1957: il ritorno a Hollywood

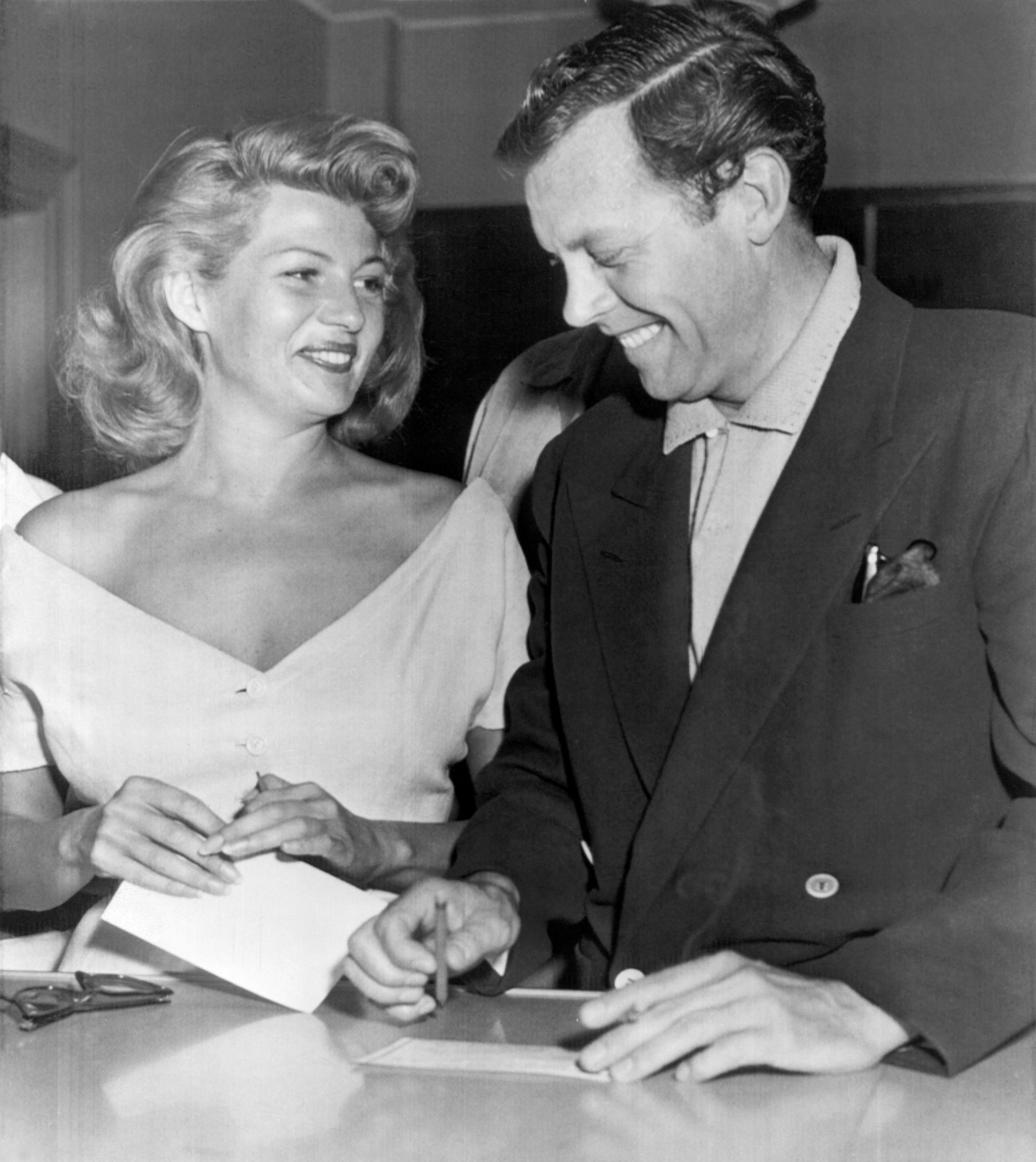
Rita Hayworth con il suo quarto marito Dick Haymes nel 1953

In difficoltà economiche, Hayworth fu costretta controvoglia a tornare a bussare alla porta di Cohn. Trinidad (1952), il primo film interpretato dopo tre anni di assenza e ancora in coppia con Glenn Ford, venne costruito a tavolino ricalcando la trama di Gilda, con i consueti numeri di canto (doppiato) e danza, questa volta su ritmi di calypso; l'attrice, insoddisfatta dal copione, fece riscrivere più volte la sceneggiatura e venne anche ammonita dalla Columbia per le sue resistenze; il film, altamente pubblicizzato, fu accolto con sufficienza dalla critica, ma ebbe invece un grande successo al botteghino, tanto da superare di un milione di dollari l'incasso del film precedente. L'anno seguente, all'età di 35 anni, interpretò una giovane Salomè che danza per salvare il Battista anziché chiederne la testa, in uno sgargiante Technicolor diretto da William Dieterle, a fianco di Stewart Granger, con Charles Laughton come Erode. Cohn avrebbe poi voluto affidarle il ruolo di Karen Holmes, l'amante di Burt Lancaster nel kolossal Da qui all'eternità, ma il regista Fred Zinnemann le preferì Deborah Kerr.
Negli anni seguenti l'attrice si vide offrire soprattutto ruoli di donne mature, alcolizzate e dissolute. Nel melodramma Pioggia (1953), tratto da un lavoro di William Somerset Maugham, interpretò efficacemente il ruolo di Sadie Thompson, una prostituta sulla difficile via della redenzione, ricevendo anche una candidatura ai Laurel Awards; ma, malgrado dichiarasse alla stampa di essere felice di interpretare donne autentiche e senza trucco, il suo percorso personale e professionale si fece più che mai difficile. Il suo matrimonio nel 1953 con il cantante Dick Haymes, al quale aveva pagato gli ingenti debiti, fu turbolento e finì dopo appena due anni; inoltre le dispute legali con Orson Welles ed Aly Khan per riscuotere il mantenimento delle figlie non ebbero buon fine. A causa dei debiti accumulati fu costretta a vendere la sua casa di produzione Beckworth e tentò di rescindere il contratto con la Columbia, ma perse la causa e rimase per tre anni senza lavorare; tornò sul set con un altro ruolo di donna matura dal passato burrascoso, la tentatrice Irina di Fuoco nella stiva (1957), al fianco di Robert Mitchum e Jack Lemmon. Nonostante la sceneggiatura di Irwin Shaw, il film non convinse il pubblico e non riuscì a recuperare i costi di produzione di 2,5 milioni di dollari.

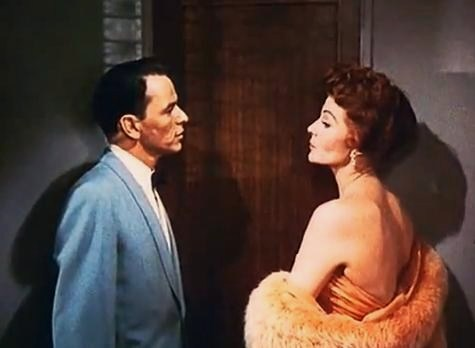
Rita Hayworth e Frank Sinatra nel trailer del film Pal Joey (1957)

Con Hayworth ormai sulla quarantina e il suo contratto in scadenza, la Columbia individuò nell'emergente Kim Novak la sua sostituta come nuova stella di punta della casa di produzione. Hayworth, ansiosa di liberarsi da un contratto che l'aveva resa ricca e famosa, ma che ormai percepiva soffocante e vessatorio, accettò di buon grado la sostituzione; il passaggio di consegne fra le due dive fu sancito nel film Pal Joey (1957), con Frank Sinatra come testimone. Nel film, tratto da un musical di Broadway con le musiche di Rodgers & Hart, Hayworth, nonostante l'età, si concesse una scena molto audace per i tempi, cantando (doppiata) Bewitched, Bothered and Bewildered sotto la doccia, facendo intravedere il corpo nudo dietro il vetro smerigliato.

### 1958-1969: un lento declino
Finalmente libera dal contratto con la Columbia, l'attrice divenne una freelance; un nuovo matrimonio con il produttore indipendente James Hill le diede la speranza di potersi dedicare a ruoli di maggior spessore con cui riuscire finalmente a dimostrare il suo talento, in una sorta di rivincita per i ruoli stereotipati che le erano stati imposti per anni da Cohn. Il suo primo lavoro come freelance fu in Tavole separate (1958) di Delbert Mann, al fianco di Burt Lancaster, Deborah Kerr e David Niven; la pellicola, prodotta da Hill, ebbe un buon successo di critica e pubblico, venendo candidata a sette Oscar e vincendone due, ma l'interpretazione della Hayworth venne accolta tiepidamente dalla critica. L'anno seguente l'attrice tornò a lavorare per la Columbia nel western Cordura, al fianco di Gary Cooper, ricevendo migliori apprezzamenti, e successivamente nel melodramma Inchiesta in prima pagina.
Hayworth e Hill fondarono quindi una loro società, la Hillworth Productions A.G., con cui produssero un unico film, Furto su misura (1961), che ottenne pessime recensioni e portò alla chiusura della società e alla fine del loro matrimonio. Hayworth ottenne finalmente una candidatura come miglior attrice ai Golden Globe 1965 per la sua partecipazione al film Il circo e la sua grande avventura di Henry Hathaway, al fianco di John Wayne e Claudia Cardinale.
Nonostante continuasse ad essere una star popolare e molto amata dal pubblico, negli anni successivi le sue apparizioni furono prevalentemente di secondo piano; la fine del travagliato matrimonio con James Hill e la crescente dipendenza dagli alcolici contribuirono inoltre a minare ulteriormente il suo equilibrio psico-fisico, procurandole la fama di diva alcolizzata e lunatica.

### 1970-1987: ultimi anni

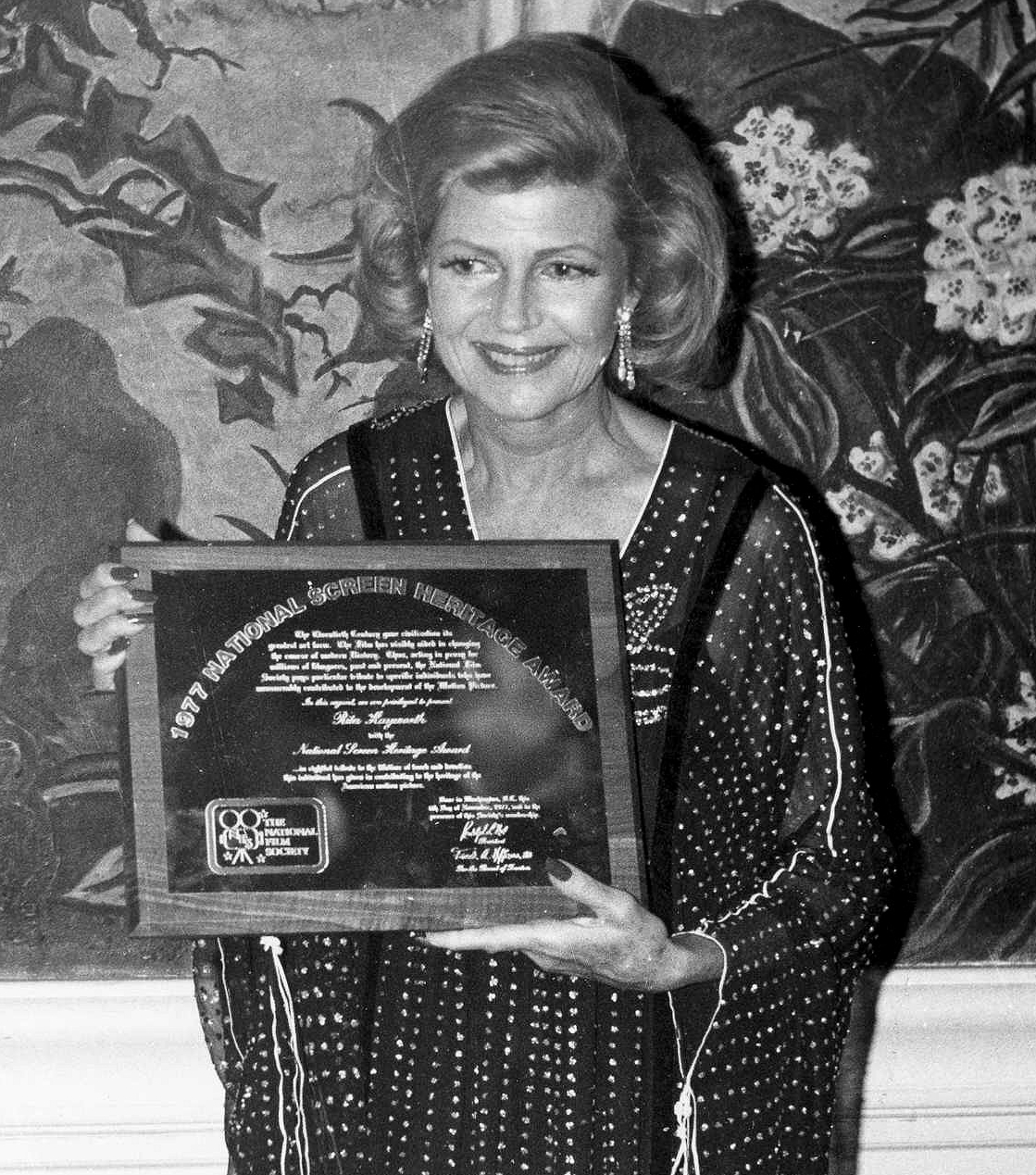
Rita Hayworth nel 1977

I comportamenti che l'attrice aveva iniziato a mostrare sul set a partire dalla fine degli anni sessanta (vuoti di memoria, confusione e irascibilità) e che erano stati scambiati per gli effetti del suo alcolismo, erano in realtà i primi segnali della malattia di Alzheimer, che però le verrà diagnosticata solo molti anni dopo. Cominciarono così gli anni più difficili della sua esistenza, che la figlia Yasmin Khan in seguito definirà venti anni infernali.
Dopo essere apparsa come ospite in un paio di show televisivi nel 1971 (The Carol Burnett Show e Rowan & Martin's Laugh-In), l'anno seguente, grazie all'intercessione del suo amico Robert Mitchum, l'attrice fu inserita nel cast de La collera di Dio, un western girato in Messico nel 1972, che resterà il suo ultimo film. A causa dei suoi vuoti di memoria, che la costringevano a recitare una sola battuta per volta, le riprese si rivelarono così problematiche e frustranti che l'attrice, esasperata, prese la decisione di ritirarsi dalle scene; tuttavia, per esigenze economiche, l'anno seguente accettò di ritornare sul set per girare il film Delirious. Ben presto, però, fu evidente la sua impossibilità di continuare a lavorare e Hayworth dovette abbandonare le riprese, venendo sostituita da Kim Novak. In seguito a questo episodio, l'attrice decise definitivamente di lasciare il cinema, all'età di 55 anni.

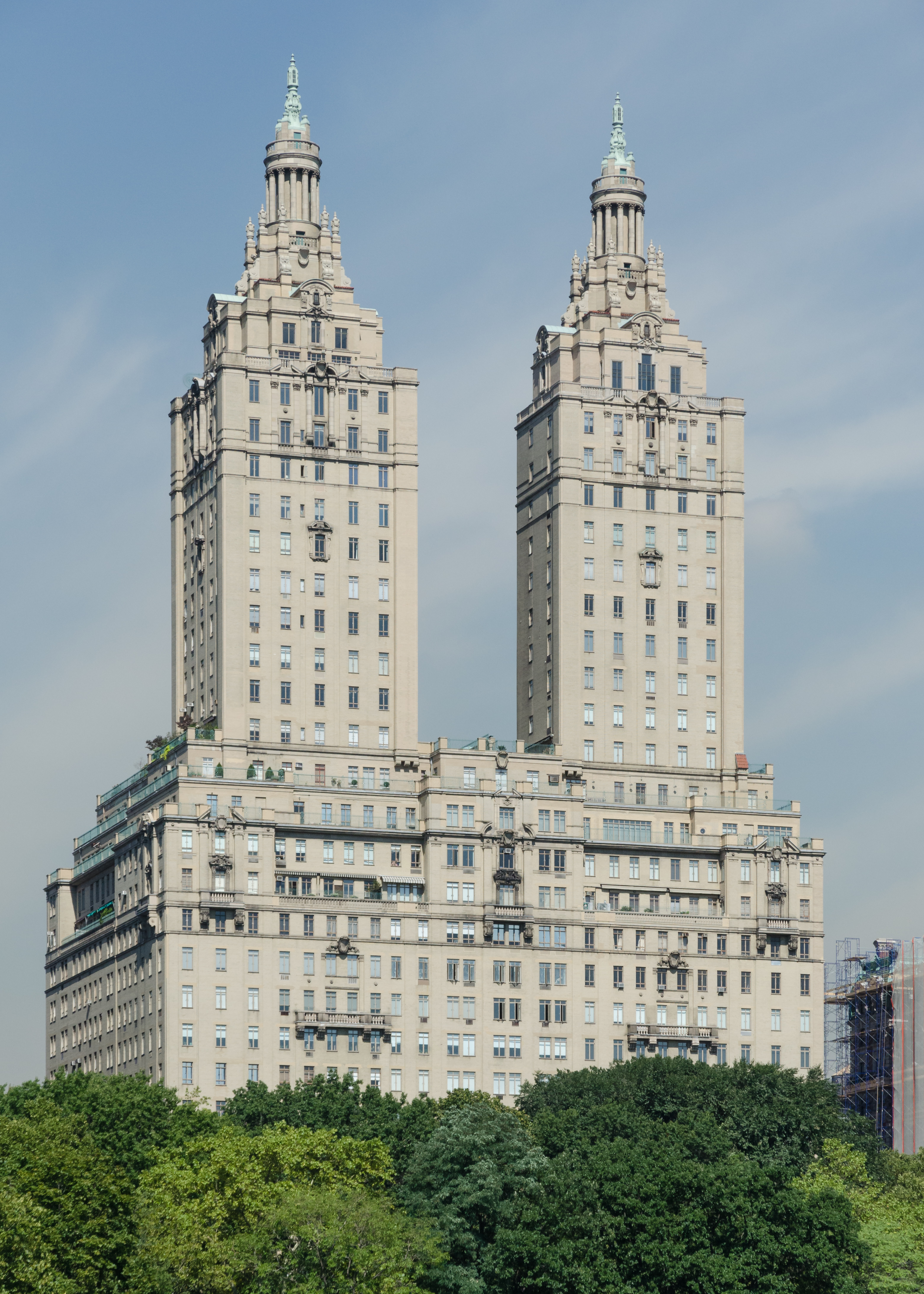
Il condominio San Remo a New York, dove Rita Hayworth visse gli ultimi anni della sua vita, visto da Central Park

Ritiratasi a vita privata nella sua villa di Beverly Hills, nel corso degli anni settanta le sue condizioni peggiorarono progressivamente, aggravate anche da dispiaceri familiari (i rapporti con sua figlia Rebecca si erano deteriorati e perse anche due fratelli nel giro di una settimana nel marzo del 1974), ma, fra una crisi e l'altra, comparve spesso in pubblico in occasione di cerimonie e premiazioni. Nel 1976 si recò a Buenos Aires, dove rilasciò la sua ultima intervista filmata, e scampò ad un attentato diretto all'allora presidente argentino Jorge Videla; nello stesso anno, all'aeroporto di Londra-Heathrow, ebbe una violenta crisi di nervi e la TWA la obbligò a scendere dall'aereo: le foto dell'episodio andarono a finire su tutti i giornali e l'attrice fu biasimata per il suo alcolismo. Nel 1977 si recò in Italia, a Bari, per ritirare il Premio Rodolfo Valentino come riconoscimento alla sua carriera: fu una delle sue ultime apparizioni pubbliche.
La malattia di Alzheimer, all'epoca poco nota al grande pubblico, le venne diagnosticata da uno psichiatra newyorkese solo nel 1980, all'età di 62 anni, e l'anno seguente la Corte Suprema di Los Angeles la dichiarò incapace di essere autonoma mentalmente e finanziariamente, nominando la figlia Yasmin come sua tutrice legale. Da quel momento in poi Hayworth scomparve dalla scena pubblica, vivendo la progressiva perdita delle sue facoltà mentali nella riservatezza del suo appartamento al San Remo, condominio di lusso nell'Upper West Side di Manhattan affacciato sul Central Park, assistita dalla figlia che le abitava accanto e dedicandosi alla pittura ad olio di soggetti floreali.
Dopo molti anni di malattia, nel febbraio 1987 l'attrice entrò in uno stato di semi-coma e il 14 maggio morì nella sua casa di New York all'età di 68 anni; i funerali si tennero nella cattolica chiesa del Buon Pastore a Beverly Hills, alla presenza, tra gli altri, degli amici attori Ricardo Montalbán, Glenn Ford e Don Ameche; è sepolta al Holy Cross Cemetery di Culver City.

## Influenze culturali
- Nel film Ladri di Biciclette di Vittorio De Sica del 1948, il protagonista viene derubato della bici proprio mentre sta attaccando sul muro un manifesto di Gilda con l'immagine di Rita Hayworth; il film era uscito al cinema due anni prima[5].
- In Totò cerca moglie (1950), Castelluccio (Mario Castellani) chiede all'inquilino Totò se conosce una ragazza che gli piace a cui chiedere la mano prima dell'arrivo della zia Agata (Ave Ninchi), unico modo per impedire un matrimonio forzato. Totò risponde che gli piace "Rita Hayworth" e Castellani gli risponde che non si sposerà mai con lei in quanto già sposata, facendo riferimento al matrimonio dell'attrice con il principe Aly Khan dell'anno prima.
- Rita Hayworth viene citata nella canzone Cherry Pies Ought to Be You, scritta da Cole Porter per il musical Out Of This World del 1950. Nel brano, per far rimare il suo nome con Don Juan (cioè Don Giovanni), l'attrice viene chiamata Rita Kahn.
- Il tradimento di Rita Hayworth (1965) è un romanzo dello scrittore argentino Manuel Puig in cui si cita il film Sangue e arena interpretato dall'attrice[48].
- Nel film La pupa del gangster (1975), Sophia Loren reinterpreta la famosa scena del film Gilda in cui l'attrice si esibisce nel numero Put The Blame On Mame.
- In Fantozzi (1975), il personaggio omonimo menziona alla figlia Mariangela un'immaginaria attrice di nome Cita Hayworth.
- Nel film La patata bollente (1979) è citata da Claudio come "La donna" per eccellenza.
- Il film italiano Bionda Fragola (1980) contiene degli omaggi a Rita Hayworth, a partire dal titolo, omonimo di un film del 1941 interpretato dalla star americana[49].
- Un suo poster è un oggetto chiave del racconto Rita Hayworth e la redenzione di Shawshank, di Stephen King, pubblicato originariamente nel 1982 nella raccolta Stagioni diverse. Dal racconto è stato tratto nel 1994 il film Le ali della libertà di Frank Darabont[5].
- Il racconto Amado mio di Pier Paolo Pasolini, pubblicato postumo nel 1982, prende il titolo dal celebre brano cantato dalla Hayworth nel film Gilda, che nel racconto un gruppo di ragazzi romani si reca a vedere al cinema in un'estate del dopoguerra.
- La show-girl greca Tinì Cansino (il cui vero nome è Photina Lappa), che ebbe un breve momento di notorietà in Italia negli anni ottanta, scelse questo nome d'arte per sfruttare una vaga somiglianza con la diva americana, sostenendo persino di essere una sua nipote[50].
- L'attrice viene menzionata, insieme a molti altri divi del cinema, nel brano Vogue (1990), primo singolo estratto dall'album I'm Breathless della performer Madonna.
- Julia Roberts menziona l'attrice e il personaggio di Gilda nel film Notting Hill (1999), dove fa dei parallelismi fra il suo personaggio e quello di Gilda, citando la celebre frase[5] attribuita a Rita Hayworth: "(Gli uomini) Vanno a letto con Gilda ma poi si svegliano con me".

## Filmografia

### Cinema

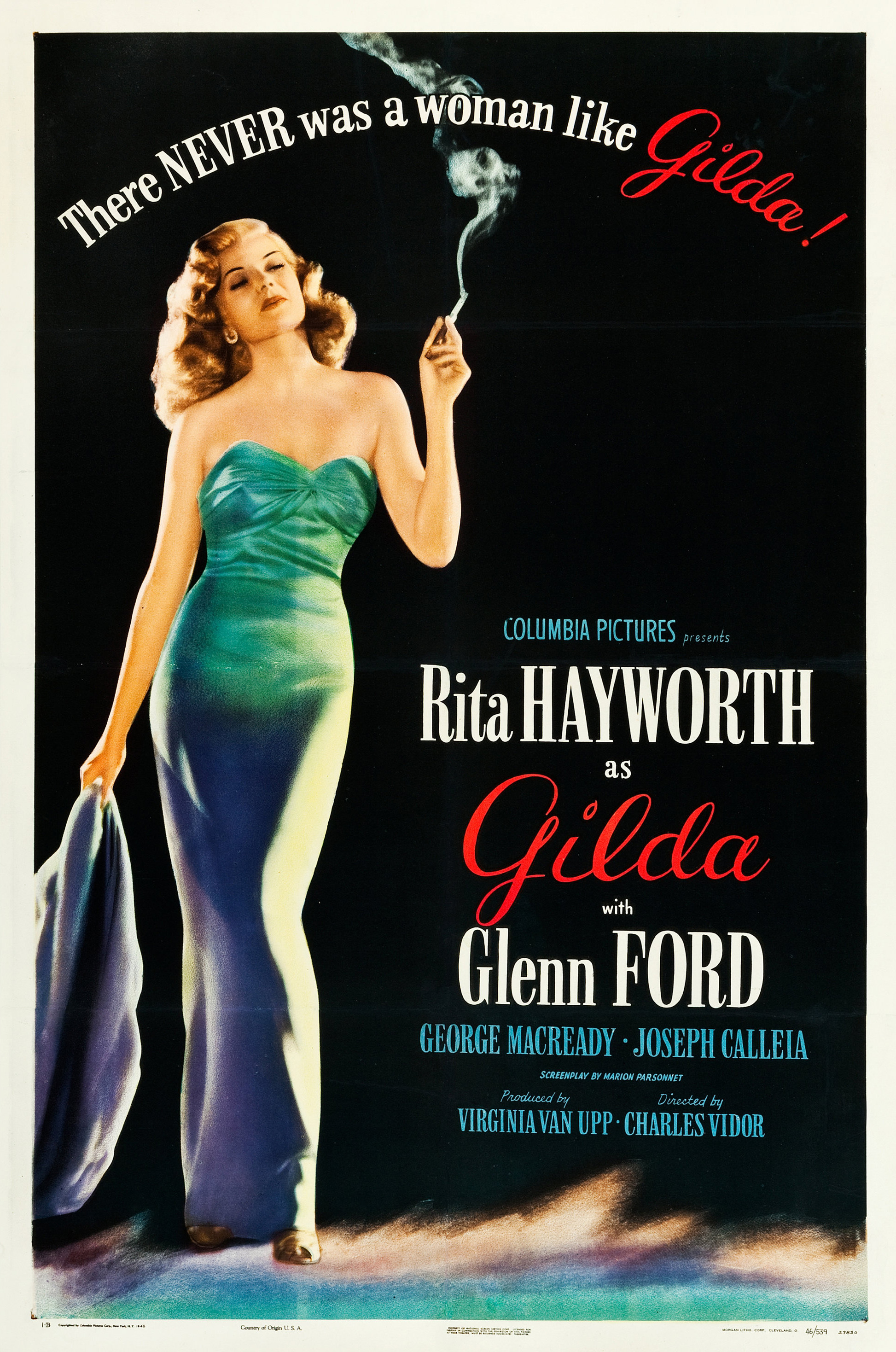
Manifesto statunitense di Gilda (1946)

- La Fiesta, regia di Fernando de Fuentes (1926) - cortometraggio
- Il segno di Robin Hood (Cruz Diablo), regia di Fernando de Fuentes (1934) - non accreditata
- Follia messicana (In Caliente), regia di Lloyd Bacon (1935) - non accreditata
- Under the Pampas Moon, regia di James Tinling (1935)
- Il segreto delle piramidi (Charlie Chan in Egypt), regia di Louis King (1935), accreditata come Rita Cansino[51]
- La nave di Satana (Dante's Inferno), regia di Harry Lachman (1935)
- Piernas de seda, regia di John Boland (1935) - non accreditata
- Hi, Gaucho!, regia di Thomas Atkins (1935) - non accreditata
- Professional Soldier, regia di Tay Garnett (1935) - non accreditata
- Paddy O'Day, regia di Lewis Seiler (1936)
- Human Cargo, regia di Allan Dwan (1936)
- Il pirata ballerino (Dancing Pirate), regia di Lloyd Corrigan (1936) - non accreditata
- Meet Nero Wolfe, regia di Herbert Biberman (1936)
- Carmencita (Rebellion), regia di Lynn Shores (1936)
- Old Louisiana, regia di Irvin Willat (1937)
- Hit the Saddle, regia di Mack V. Wright (1937)
- Fiamme nel Texas (Trouble in Texas), regia di R.N. Bradbury (1937)
- Criminals of the Air, regia di Charles C. Coleman (1937)
- Girls Can Play, regia di Lambert Hillyer (1937)
- The Game That Kills, regia di D. Ross Lederman (1937)
- La vita comincia con l'amore (Life Begins with Love), regia di Ray McCarey (1937) - non accreditata
- A mezzanotte... (Paid to Dance), regia di Charles C. Coleman (1937)
- The Shadow, regia di Charles C. Coleman (1937)
- Chi ha ucciso Gail Preston? (Who Killed Gail Preston?), regia di Leon Barsha (1938)
- Special Inspector, regia di Leon Barsha (1938)
- C'è sotto una donna (There's Always a Woman), regia di Alexander Hall (1938) - non accreditata
- Convicted, regia di Leon Barsha (1938)
- Juvenile Court, regia di D. Ross Lederman (1938)
- The Renegade Ranger, regia di David Howard (1938)
- La squadra volante (Homicide Bureau), regia di Charles C. Coleman (1939)
- La preda (The Lone Wolf Spy Hunt), regia di Peter Godfrey (1939)
- Avventurieri dell'aria (Only Angels Have Wings), regia di Howard Hawks (1939)
- Music in My Heart, regia di Joseph Santley (1940)
- Blondie on a Budget, regia di Frank R. Strayer (1940)
- Peccatrici folli (Susan and God), regia di George Cukor (1940)
- Seduzione (The Lady in Question), regia di Charles Vidor (1940)
- Angeli del peccato (Angels Over Broadway), regia di Ben Hecht e Lee Garmes (1940)
- Bionda fragola (The Strawberry Blonde), regia di Raoul Walsh (1941)
- Con mia moglie è un'altra cosa (Affectionately Yours), regia di Lloyd Bacon (1941)
- Sangue e arena (Blood and Sand), regia di Rouben Mamoulian (1941)
- L'inarrivabile felicità (You'll Never Get Rich), regia di Sidney Lanfield (1941)
- Follie di New York (My Gal Sal), regia di Irving Cummings (1942)
- Destino (Tales of Manhattan), regia di Julien Duvivier (1942)
- Non sei mai stata così bella (You Were Never Lovelier), regia di William A. Seiter (1942)
- Fascino (Cover Girl), regia di Charles Vidor (1944)
- Stanotte e ogni notte (Tonight and Every Night), regia di Victor Saville (1945)
- Gilda, regia di Charles Vidor (1946)
- Bellezze in cielo (Down to Earth), regia di Alexander Hall (1947)
- La signora di Shanghai (The Lady from Shanghai), regia di Orson Welles (1947)
- Gli amori di Carmen (The Loves of Carmen), regia di Charles Vidor (1948)
- Trinidad (Affair in Trinidad), regia di Vincent Sherman (1952)
- Salomè, regia di William Dieterle (1953)
- Pioggia (Miss Sadie Thompson), regia di Curtis Bernhardt (1953)
- Fuoco nella stiva (Fire Down Below), regia di Robert Parrish (1957)
- Pal Joey, regia di George Sidney (1957)
- Tavole separate (Separate Tables), regia di Delbert Mann (1958)
- Cordura (They Came to Cordura), regia di Robert Rossen (1959)
- Inchiesta in prima pagina (The Story on Page One), regia di Clifford Odets (1959)
- Furto su misura (The Happy Thieves), regia di George Marshall (1962)
- Il circo e la sua grande avventura (Circus World), regia di Henry Hathaway (1964)
- La trappola mortale (The Money Trap), regia di Burt Kennedy (1965)
- Il papavero è anche un fiore (The Poppy Is Also a Flower), regia di Terence Young (1966)
- L'avventuriero (The Rover), regia di Terence Young (1967)
- I bastardi, regia di Duccio Tessari (1968)
- Quando il sole scotta (Road to Salina), regia di Georges Lautner (1970)
- The Naked Zoo, regia di William Grefé (1970)
- La collera di Dio (The Wrath of God), regia di Ralph Nelson (1972)

### Televisione
- Il papavero è anche un fiore (The Poppy Is Also a Flower), regia di Terence Young (1966) - film tv distribuito anche al cinema
- The Carol Burnett Show (1971) - serie tv, un episodio
- Rowan & Martin's Laugh-In (1972) - serie tv, due episodi

### Film o documentari dove appare Rita Hayworth
- Le dee dell'amore (The Love Goddesses), regia di Saul J. Turell – documentario, filmati di repertorio (1965)
- I Remember Better When I Paint, regia di Eric Ellena e Berna Hubner – documentario, vengono accennati gli ultimi anni di Rita Hayworth (2009)[52]

## Riconoscimenti
- Golden Globe
  - 1965 – Candidatura alla migliore attrice in un film drammatico per Il circo e la sua grande avventura
- Golden Apple Awards
  - 1948 – Sour Apple
  - 1952 – Sour Apple
- Hollywood Walk of Fame
  - 1960 – Stella
- Laurel Awards
  - 1954 – Candidatura alla miglior attrice in un film drammatico per Pioggia
- Photoplay Award
  - 1942 – Miglior performance del mese (giugno) per Follie di New York

## Doppiatrici italiane
Nelle versioni in italiano delle opere in cui ha recitato, Rita Hayworth è stata doppiata da:
- Tina Lattanzi in Seduzione, Angeli del peccato, L'inarrivabile felicità, Sangue e arena, Bionda fragola, Non sei mai stata così bella, Follie di New York, Fascino, Gilda, Bellezze in cielo, La signora di Shanghai, Gli amori di Carmen, Trinidad, Salomè, Pioggia
- Lydia Simoneschi in Fuoco nella stiva, Pal Joey, Tavole separate, Cordura, Inchiesta in prima pagina, La trappola mortale
- Vittoria Febbi nei ridoppiaggi di Fascino, Stanotte e ogni notte, Gilda, Bellezze in cielo, Gli amori di Carmen, Salomè
- Rosetta Calavetta in Carmencita, Peccatrici folli
- Adriana De Roberto ne Il circo e la sua grande avventura, Quando il sole scotta
- Anna Miserocchi ne Il papavero è anche un fiore, L'avventuriero
- Dhia Cristiani in Furto su misura
- Andreina Pagnani ne I bastardi
- Gemma Griarotti ne La collera di Dio
- Liliana Sorrentino nel ridoppiaggio di Seduzione